# Orica (geslacht)
Orica is een kevergeslacht uit de familie van de boktorren (Cerambycidae). De wetenschappelijke naam van het geslacht werd voor het eerst geldig gepubliceerd in 1888 door Pascoe.

## Soorten
Orica is monotypisch en omvat slechts de volgende soort:
- Orica albovirgulata (Fairmaire, 1888)